# Filippo della Torre (vescovo)

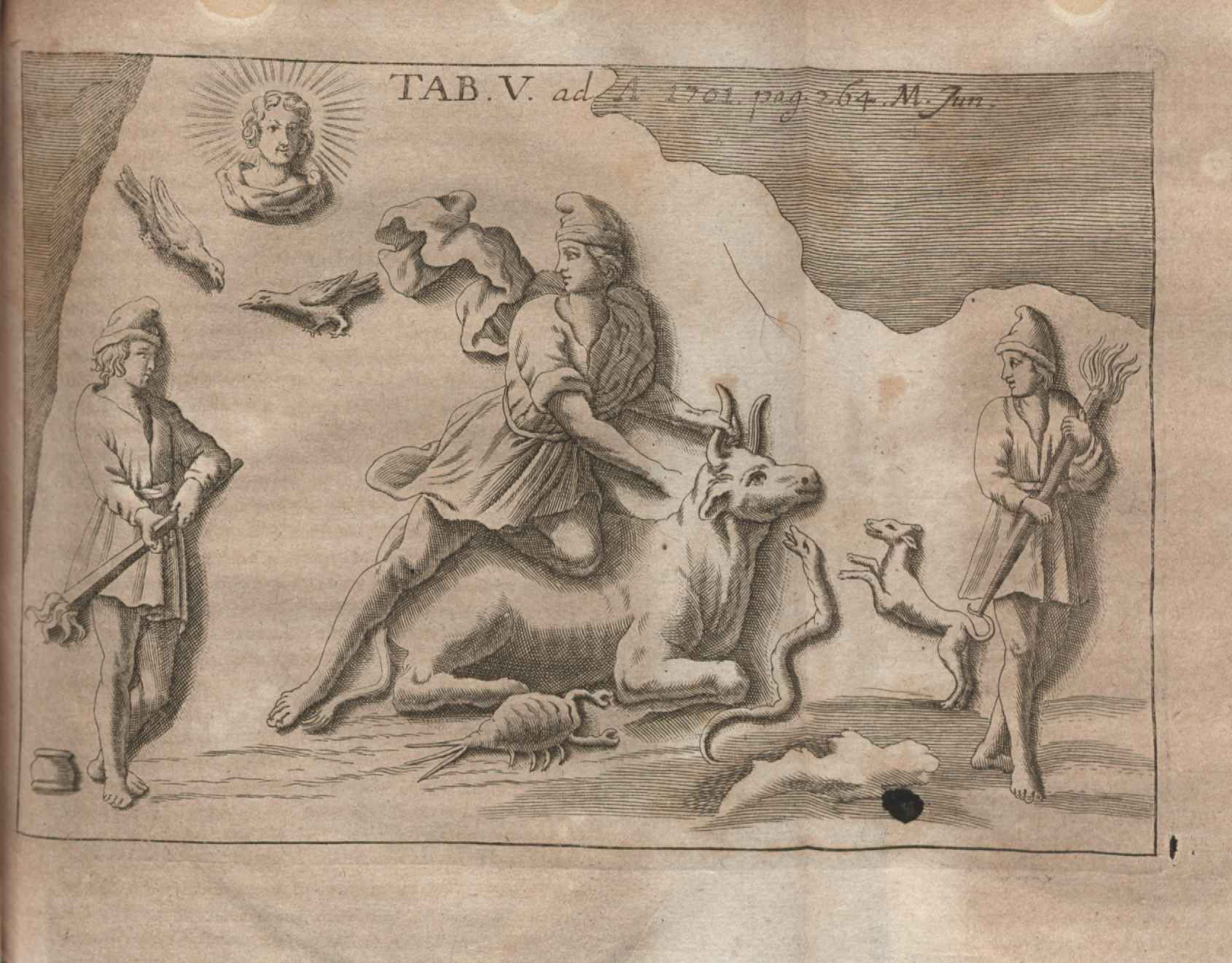
Illustrazione alla recensione de Monumenta veteris Antii hoc est inscriptio M. Aquilii et tabula solis Mithrae variis figuris & symbolis exsculpta pubblicata sugli Acta Eruditorum del 1701

Filippo della Torre (Cividale del Friuli, 1º maggio 1657 – Rovigo, 25 febbraio 1717) è stato un vescovo cattolico, antiquario e numismatico italiano.

## Opere
- (LA)  De annis imperii M. Aurelii Antonini Elagabali et de initio imperii, ac duobus consulatibus Justini Junioris. Dissertatio apologetica ad nummum Anniae faustinae, tertiae ejusdem Elagabali uxoris
- (LA)  Inscriptio M. Aquilii et tabula solis Mithrae variis figuris & symbolis exsculpata...
- (IT)  Lettera indirizzata a monsignor illustriss. Filippo Del Torre vescovo d'Adria dal conte Camillo Sil
- (LA)  Monumenta veteris antii, Rome, 1700
- (LA)  Novus thesaurus antiquitatum Romanarum, congestus ab Alberto Henrico de Sallengre, celsissimorum ac praepotentium foederati Belgii ordinum rei aerariae quatuorviro, necnon serenissimae principis Arausionensis consiliario. Tomus tertius. Cum figuris aeneis..
- (LA)  Philippi a Turre dissert. apologetica II
- (LA)  Philippi a Turre Dissertationes de Beleno, et aliis quibusdam Aquilejensium diis: ac de colonia Forojuliensi. Addita sunt fragmenta inscriptionum fratrum Arvalium recèns in agro romano effossa, ut & plures inscriptiones Aquilejenses, aliaeque in variis provinciae Forojuliensis locis extantes
- (LA)  Philippi a Turre, Adriensis episcopi, vita
- (LA)  Thesaurus antiquitatum et historiarum Italiae, quo continetur optimi quique scriptores, qui Etruriae, Umbriae, Sabinorum, Latii, confiniumque populorum ac civitatium res antiquas, aliasque vario tempore gestas, memoriae prodiderunt...

## Genealogia episcopale
La genealogia episcopale è:
- Cardinale Guillaume d'Estouteville, O.S.B.Clun.
- Papa Sisto IV
- Papa Giulio II
- Cardinale Raffaele Sansone Riario
- Papa Leone X
- Papa Paolo III
- Cardinale Francesco Pisani
- Cardinale Alfonso Gesualdo di Conza
- Papa Clemente VIII
- Cardinale Pietro Aldobrandini
- Vescovo Laudivio Zacchia
- Cardinale Antonio Barberini
- Cardinale Alessandro Cesarini
- Cardinale Alessandro Crescenzi, C.R.S.
- Cardinale Giambattista Rubini
- Vescovo Filippo della Torre